# Чоген
Чоген (長元) је јапанска ера (ненко) која је настала после Манџу и пре Чорјаку ере. Временски је трајала од јула 1028. до априла 1037. године и припадала је Хејан периоду. Владајући цареви били су Го-Ичиџо и Го-Сузаку.

## Важнији догађаји Чоген ере
- 1036. (Чоген 9, седамнаести дан четвртог месеца): У деветој години владавине цар Го-Ичиџо умире а трон наслеђује његов син.[4][5]
- 1036. (Чоген 9, седми месец): Го-Сузаку постаје нови цар.[6][5]